# مشتاق خان
مشتاق خان (انگلیسی: Mushtaq Khan) یک هنرپیشه اهل هند است. وی از سال ۱۹۸۰ میلادی تاکنون مشغول فعالیت بوده‌است.
او در فیلم‌های منو عصبانی نکن، کلک بازی کرده‌است.

## فیلم‌شناسی
فهرست برخی از فیلم‌هایی که مشتاق خان در آن‌ها به ایفای نقش پرداخته‌است:
- منو عصبانی نکن
- کلک
- رئیس
- بازیکن ۷۸۶
- یک به‌علاوه یک میشه یازده
- جودی شماره ۱
- سکو
- عشق اتفاق می‌افتد
- عشق به بمبئی
- شورش
- گناه
- قهر
- اراذل
- چه کسی بهتر از ماست
- رأی‌دهنده
- جناب سرگرد
- جوانی دیوانگی
- سیاه و سفید
- عاشقی
- انقلابی شجاع
- تبریک
- محافظ
- گوپی کیشان
- برادر
- یک راجا و رانی
- استاد در بین همه استادان
- شماره پدر
- آقا
- به پدر شوهر گوش کن
- راجاجی
- چرا آلبرت پینتو عصبانی میشه؟
- آخرین تدوین کارگردان
- همه‌جا دزد هست